# Медисон (Јужна Дакота)
Медисон (енгл. Madison) град је у америчкој савезној држави Јужна Дакота.

## Демографија
По попису из 2010. године број становника је 6.474, што је 66 (-1,0%) становника мање него 2000. године.
| Група             | 2000.         | 2010.         |
| Белци             | 6.326 (96,7%) | 6.065 (93,7%) |
| Афроамериканци    | 16 (0,2%)     | 45 (0,7%)     |
| Азијати           | 50 (0,8%)     | 72 (1,1%)     |
| Хиспаноамериканци | 60 (0,9%)     | 157 (2,4%)    |
| Укупно            | 6.540         | 6.474         |